# الجامعة الملكية المغربية لهوكي الجليد
الجامعة الملكية المغربية لهوكي الجليد (بالفرنسية: Fédération royale marocaine de hockey sur glace)‏، واختصارا (FRMHG) هي الجهة المسؤولة عن تنظيم، تطوير، وتسيير رياضة هوكي الجليد في المغرب.

## التاريخ
تأسست هذه الجامعة حديثا بتاريخ 8 فبراير 2016، وقبل هذا التاريخ كانت هوكي الجليد في عهدة الجمعية المغربية لهوكي الجليد.

## أدوار الجامعة
في سنة تأسيسها الأولى نظمت الجامعة كأسا إفريقية لنوادي الهوكي على الجليد وشاركت في المسابقة خمسة فرق كالتالي: «الدببة» من الدار البيضاء، «كابيتالز» من الرباط، «نسور قرطاج» (تونس)، «أنوبيس والفراعنة» (مصر)، «قراصنة الجزائر» (الجزائر).

## روابط خارجية
- المغرب على موقع الاتحاد الدولي لهوكي الجليد
- موروكو هوكي.كوم